# Алесгайм
Алесгайм (нім. Alesheim) — громада в Німеччині, розташована в землі Баварія. Підпорядковується адміністративному округу Середня Франконія. Входить до складу району Вайсенбург-Гунценгаузен. Складова частина об'єднання громад Альтмюльталь.
Площа — 20,45 км2. Населення становить 954 ос. (станом на 31 грудня 2020).

## Галерея

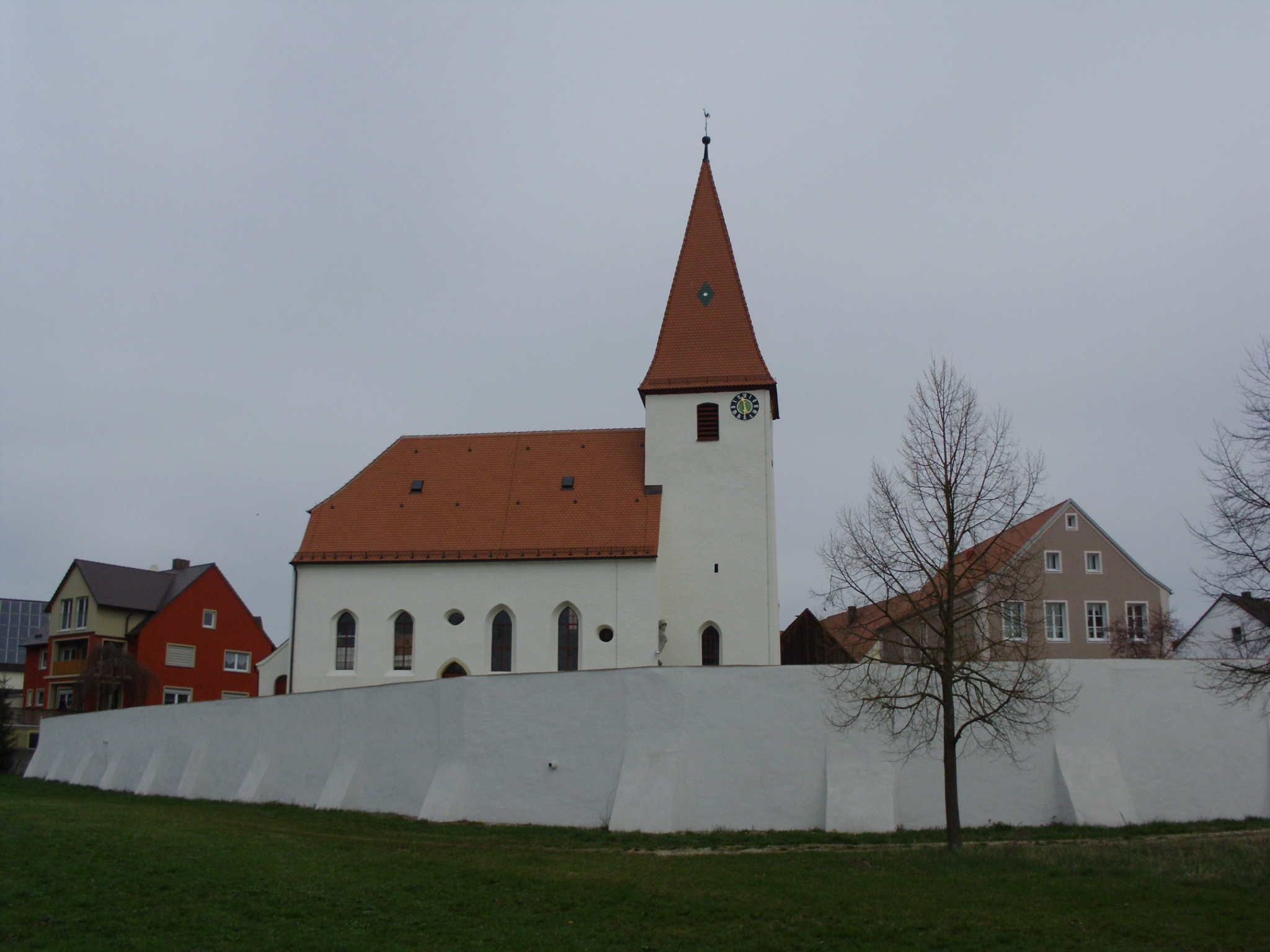